# Breaking the Habit
"Breaking the Habit" är en electronica-influerad singel av nu metal-bandet Linkin Park från albumet Meteora. Den släpptes som den sjätte och sista singeln till albumet år 2004. 
Breaking the Habit innehåller många elektroniska ljud, mest ifrån piano och gitarr. Det finns inga distorterade gitarriff, som är vanligt i Linkin Parks låtar. Det är även den första av Linkin Parks singlar som inte innehåller någon sång ifrån Mike Shinoda. 
I ett nummer av tidningsskriften Kerrang, så nämnde Mike Shinoda att låten var menad att vara en instrumentell låt som skulle vara över tio minuter lång, men bandet övertygade honom att ändra det.